# NGC 668
NGC 668 este o galaxie spirală situată în constelația Andromeda. A fost descoperită în 4 decembrie 1880 de către Édouard Stephan.